# Marco Bonetti
Marco Bonetti (Milano, 10 agosto 1944) è un attore e doppiatore italiano.

## Biografia
Marco Bonetti nasce a Milano, dove frequenta le scuole pubbliche e contemporaneamente studia pianoforte e chitarra classica. Il suo indirizzo artistico si concretizza, però, con l'Accademia nazionale d'arte drammatica dove si diploma con Il calapranzi di Harold Pinter, sotto la guida di Esperia Sperani. Da qui l'inizio della sua carriera professionale: il Festival della Prosa di Venezia, con la Cenerentola di Jacinto Benavente, Il Barone di Birbanza al Piccolo Teatro di Milano con la regia di Fulvio Tolusso, e vari sceneggiati con registi come Anton Giulio Majano, Sandro Bolchi e Mario Landi.
Roma lo trova impegnato principalmente nel cinema e nella televisione: Nella stretta morsa del ragno con Anthony Franciosa e Michèle Mercier, Incontro (1971) con Massimo Ranieri e Florinda Bolkan, Il dio di Roserio (1971), per la regia di Pino Passalacqua, una delle prime trasposizioni filmiche dell'omonima opera letteraria di Giovanni Testori. Un incontro importante lo ha con Roberto Rossellini in Blaise Pascal (1972), e con Luigi Zampa in Bisturi - La mafia bianca (1973).
Nel frattempo lavora anche in Francia, partecipando alla miniserie televisiva Le secret des Flamands (1974) con una Isabelle Adjani alle sue prime esperienze, alla miniserie televisiva Le Paria con Charles Aznavour e con la regia di Denys de La Patellière, ne Il giocatore invisibile (1985) tratto dal romanzo di Giuseppe Pontiggia, con Erald Josephson ed in Il dono di Nicolas con Jemie Lee Curtis.
In seguito lavora in alcuni musical: il Cyrano con Domenico Modugno, dove interpreta il Visconte di Valvert, spettacolo portato anche in Argentina in Cile e in Brasile, e Applause versione teatrale di Eva contro Eva che lo vede protagonista maschile insieme a Rossella Falk e Ivana Monti.
Ha al suo attivo anche una attività collaterale nel settore del doppiaggio, in cui ha lavorato sia come doppiatore sia come direttore del doppiaggio. Il suo ruolo più significativo nel doppiaggio è stato quello di Naoto Date nella serie animata L'Uomo Tigre.
È stato sporadicamente indicato con lo pseudonimo, Bettino Carmo, anagramma del suo nome e cognome.
La figlia Greta è anch'ella doppiatrice.

## Filmografia

### Cinema
- Nella stretta morsa del ragno, regia di Antonio Margheriti (1971)
- Incontro, regia di Piero Schivazappa (1971)
- Canterbury proibito, regia di Italo Alfaro (1972) - (episodio "Una storia d'amore")
- Bisturi - La mafia bianca, regia di Luigi Zampa (1973)
- Pianeta Venere, regia di Elda Tattoli (1974)
- Fatevi vivi, la polizia non interverrà, regia di Giovanni Fago (1974)
- Letti selvaggi, regia di Luigi Zampa (1978)
- Pensione amore servizio completo, regia di Luigi Russo (1979)
- Speed Cross, regia di Stelvio Massi (1980)
- Prima che sia troppo presto, regia di Enzo De Caro (1982)
- Il giocatore invisibile, regia di Sergio Genni (1985)
- L'ultima mazurca, regia di Gianfranco Bettetini (1985)
- Simpatici & antipatici, regia di Christian De Sica (1997)
- Il testimone scomodo, regia di Pasquale Pozzessere (1997)
- Il dono di Nicolas, regia di Robert Markowits (1998)
- Cane pazzo, regia di David Petrucci (2010)
- Amore 14, regia di Federico Moccia (2010)
- Cacao, regia di Luca Rea (2011)

### Televisione
- Dossier Mata Hari, regia di Mario Landi (1966)
- Breve gloria di Mr. Miffin, regia di Anton Giulio Majano (1966)
- Elisabetta d'Inghilterra, regia di Edmo Fenoglio (1970)
- La vita di Leonardo da Vinci, regia di Renato Castellani (1970)
- Il dio di Roserio, regia di Pino Passalacqua (1971)
- L'ereditiera, regia di Edmo Fenoglio (1971)
- Blaise Pascal, regia di Roberto Rossellini (1971)
- Maigret in pensione, regia di Mario Landi (1972)
- Le secret des Flamands, regia di Robert Valey (1972)
- Vino e pane, regia di Piero Schivazappa (1972)
- Giuseppe Mazzini, regia di Pino Passalacqua (1973)
- Leon Battista Alberti, regia di Roberto Rossellini (1973)
- Ricorda la Pueblo, regia di Piero Schivazappa (1973)
- Il caso Lafarge, regia di Marco Leto (1973)
- Adelchi, regia di Orazio Costa Giovangigli (1973)
- Il giovane Garibaldi, regia di Franco Rossi (1974)
- Mozart in viaggio verso Praga, regia di Stefano Roncoroni (1974)
- Philo Vance, regia di Marco Leto (1974)
- Anna Karenina, regia di Sandro Bolchi (1974)
- Marco Visconti, regia di Anton Giulio Majano (1975)
- I giorni dell'insurrezione, regia di Silvio Maestranzi (1975)
- L'armadietto cinese, regia di Giacomo Colli (1975)
- La traccia verde, regia di Silvio Maestranzi (1975)
- Speculazione, regia di Giuliana Berlinguer (1975)
- Aandersen, regia di Stefano Roncoroni (1976)
- Extra, regia di Daniele D'Anza (1976)
- La terza chiave, regia di Dino B. Partesano (1976)
- Abramo Lincoln in Illinois, regia di Sandro Sequi (1976)
- Strumenti del potere, regia di Marco Leto (1976)
- Don Giovanni in Sicilia, regia di Guglielmo Morandi (1977)
- L'assassinio di Federico Garcia Lorca, regia di Sandro Cane (1977)
- Spia - Il caso Philby, regia di Gian Pietro Calasso – miniserie TV (1977)
- L'ultimo aereo per Venezia, regia di Daniele D'Anza (1977)
- Il Passatore, regia di Piero Nelli (1977)
- Processo a Maria Tarnowska, regia di Beppe Fina (1977)
- Occidente, regia di Dante Guardamagna (1977)
- La marcia su Roma, regia di Silvio Maestranzi (1977)
- Nero su nero, regia di Dante Guardamagna (1977)
- Aspetterò, regia di Mario Foglietti (1978)
- Accadde ad Ankara, regia di Mario Landi (1978)
- I tre operai, regia di Citto Maselli (1978)
- Il caso Stavisky, regia di Luigi Perelli (1978)
- Bel Ami, regia di Sandro Bolchi (1979)
- Un amore di Dostoevkij, regia di Sandro Cane (1978)
- Bambole, regia di Alberto Negrin (1980)
- La mosca di Maggio, regia di (1980)
- Adua, regia di Dante Guardamagna (1981)
- C'è sempre un prezzo, regia di Gian Pietro Calasso (1981)
- Il ratto di Proserpina, regia di Duccio Tessari (1982)
- I ribelli del Pizzo del Sole, regia di Vittorio Barino (1983)
- Dov'è Daniela, regia di Vittorio Barino (1983)
- Le Paria, regia di Denys de La Patellière (1984)
- Atelier, regia di Vito Molinari (1985)
- Singolo (1987)
- Magnum, regia di Gian Pietro Calasso (1989)
- Stelle in fiamme, regia di Italo Moscati (1989)
- Il giudice istruttore, regia di Florestano Vancini - serie TV, 1 episodio (1990)
- L'avvoltoio può attendere, regia di Gian Pietro Galasso (1991)
- L'ispettore Sarti, regia di Gianni Lepre - serie TV, 1 episodio (1991)
- Piazza di Spagna, regia di Florestano Vancini - miniserie TV (1992)
- Il cinese (1994)
- I ragazzi del muretto, regia di Gianluigi Calderone - serie TV (1996)
- Potrebbe accadere anche a te, regia di Isabelle Montero (1997)
- Un posto al sole, registi vari - soap opera (1997)
- La missione, regia di Maurizio Zaccaro - miniserie TV (1998)
- Cronaca nera, regia di Gianluigi Calderone - serie TV, 1 episodio (1998)
- Lui e lei, regia di Francesca Lodoli - serie TV, 1 episodio (1999)
- La squadra, regia di Alberto Onorati - serie TV (2000)
- Ricominciare, regia di Vincenzo Verdecchi - serie TV (2000-2001)
- Tequila & Bonetti, regia di Bruno Nappi - serie TV, 1 episodio (2000)
- Camici bianchi, regia di Fabio Jephcott - serie TV, 1 episodio (2001)
- Don Matteo 3, regia di Andrea Barzini - serie TV, 1 episodio (2002)
- Distretto di Polizia, regia di Monica Vullo – serie TV, 1 episodio (2003)
- Amanti e segreti, regia di Franco Lepre (2004)
- L'avvocato, regia di Massimo Donati (2004)
- Grandi domani, regia di Vincenzo Terracciano (2005)
- Carabinieri 4, regia di Raffaele Mertes - serie TV, 1 episodio (2005)
- R.I.S. - Delitti imperfetti, regia di Alexis Sweet e Fabio Tagliavia - serie TV, 2 episodi (2005, 2009)
- Questa è la mia terra, regia di Raffaele Mertes - serie TV (2006)
- Casa Vianello, registi vari - serie TV (2006)
- Guardie di confine, regia di Massimo Donati (2006)
- Nati ieri, regia di Carmine Elia - serie TV, 1 episodio (2007)
- Medicina generale, regia di Renato De Maria - serie TV, 1 episodio (2007)
- Ho sposato uno sbirro, regia di Carmine Elia - serie TV (2008)
- Rex, regia di Marco Serafini - serie TV, 1 episodio (2009)
- Negli occhi dell'assassino, regia di Edoardo Margheriti - film TV (2009)
- R.I.S. Roma 2 - Delitti imperfetti, regia di Francesco Micciché - serie TV, 1 episodio (2011)
- Un medico in famiglia 7, regia di Elisabetta Marchetti e Raffaele Verzillo - serie TV, 1 episodio (2011)
- Hellis Silence, regia di David Petrucci - film TV (2012)
- Il peccato e la vergogna 2, regia di Luigi Parisi - serie TV (2014)
- Family con brace, regia di Ludovica Marineo - film TV (2014)
- Non è stato mio figlio, regia di Luigi Parisi - miniserie TV (2016)

## Teatro
- Cenerentola, regia di Alberto Gagliardelli (1964)
- La strega di Edmonton, Regia di Franco Ferri (1966)
- Il Barone di Birbanza, regia di Fulvio Tolusso (1969)
- L'effetto Glapion (1971)
- Il sonno dei carnefici, regia di Franco Ferri (1975)
- Cyrano, regia di Daniele D'Anza (1979)
- Applause, regia di Antonello Falqui (1981)
- Il miracolo di Teofilo, regia di Franco Ferri (1985)
- Il postino suona sempre due volte, regia di Carlo Emilio Lerici (1997)

## Doppiaggio

### Film
- David Schofield in Sei minuti a mezzanotte
- Charles Robinson in Driving Academy - Scusi, dov'è il freno?

### Serie televisive
- James Farentino in Tuono blu
- Frank Converse in Movin' On
- Oliver Stritzel in 5 Stelle
- Udo Kier in 4 contro Z
- Roberto Catarineu in El refugio

### Cartoni animati
- Naoto Date in L'Uomo Tigre
- Hongo in Mimì e la nazionale di pallavolo
- Ladol e voce narrante in Lo scoiattolo Banner